# Skogsrundan
Skogsrundan es un barrio de la ciudad de Karlskoga (Suecia). Limita con el barrio de Skranta. La mayor parte del barrio fue construida en la década de 1950.